# Geoscope
Geoscope (GEOSCOPE Observatory) is een mondiaal netwerk van 35 seismische stations in 18 landen die hun gegevens in-real-time delen met de Franse en internationale wetenschappelijke gemeenschap.

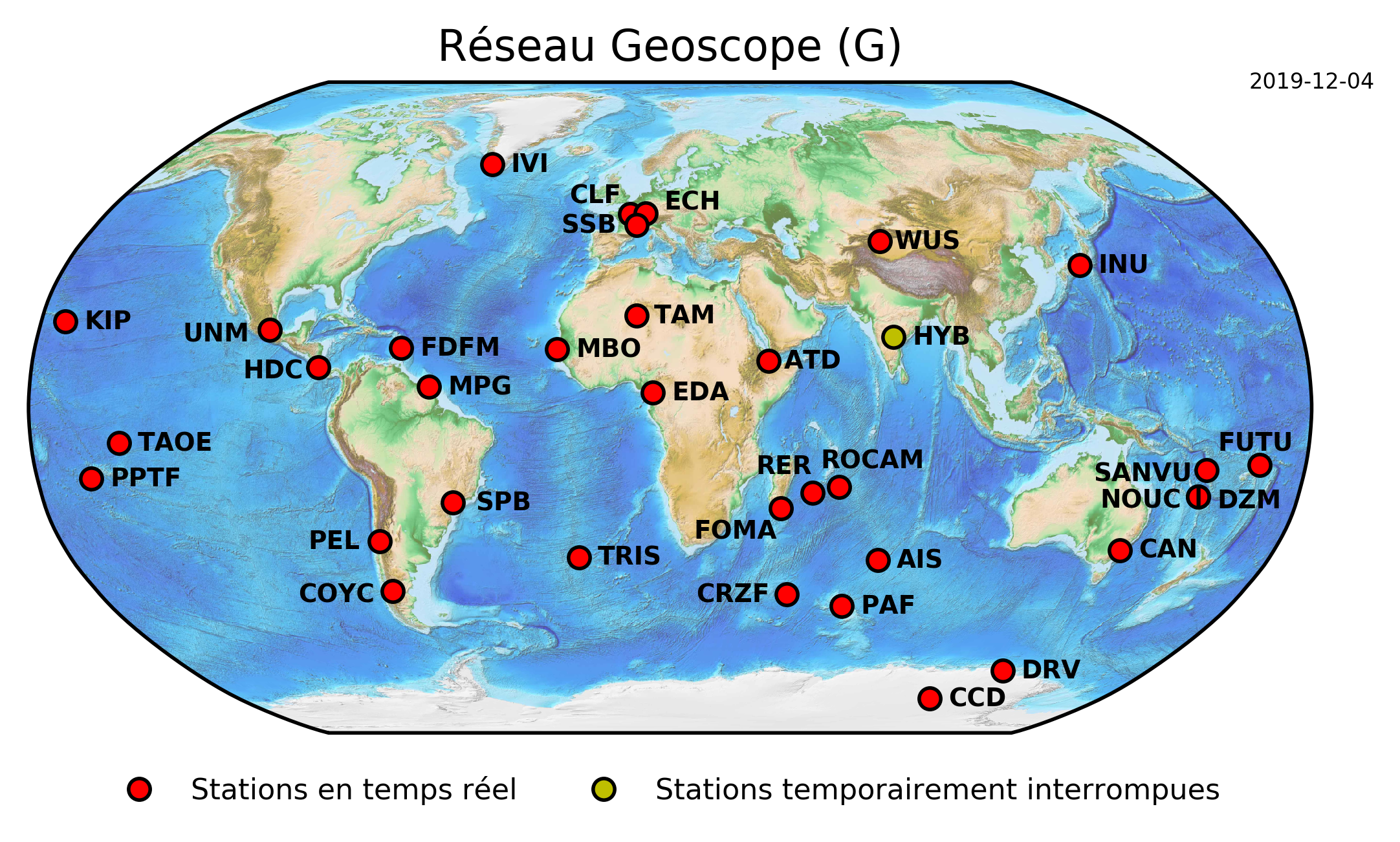
De kaart van seismologische stations in het Geoscope-netwerk in december 2019

Het observatorium werd in 1982 opgericht en de gegevens worden verzameld en beheerd door bij het Franse Institut de physique du globe de Paris (IPGP - Instituut voor Aardfysica Parijs). De informatie over aardbevingen met magnitudes groter dan 5,5 worden beschikbaar gesteld, maar ook kleinere uit de Franse regio.